# Niki Lauda
Pour les articles homonymes, voir Lauda (homonymie).
 (avril 2024).
Si vous disposez d'ouvrages ou d'articles de référence ou si vous connaissez des sites web de qualité traitant du thème abordé ici, merci de compléter l'article en donnant les références utiles à sa vérifiabilité et en les liant à la section « Notes et références ».
Temple international de la renommée du sport automobile 1993
Andreas Nikolaus Lauda dit Niki Lauda, né le 22 février 1949 à Vienne en Autriche et mort le 20 mai 2019 à Zurich, en Suisse, est un pilote de course automobile, entrepreneur dans l'aviation commerciale et dirigeant sportif autrichien. 
Il court notamment en Formule 1 de 1971 à 1979, puis de 1982 à 1985, obtient 25 victoires et remporte à trois reprises le titre de champion du monde des pilotes de Formule 1 (1975, 1977 chez Ferrari et 1984 chez McLaren). 
Le 1er août 1976, lors du Grand Prix d'Allemagne sur le Nürburgring, il est victime d'un grave accident au volant de la Ferrari 312 T2. Coincé dans la carlingue détruite qui prend feu, il est brûlé au visage et défiguré. Ses poumons sont particulièrement touchés. Contre toute attente, il parvient à reprendre le volant six semaines seulement après ce drame ; cette saison 1976 où il lutte pour le titre mondial face à James Hunt est relatée dans le film Rush sorti en 2013. Il gagne son deuxième titre mondial l'année suivante, prend une première retraite sportive en 1979 et revient en Formule 1 trois ans plus tard, chez McLaren. 
Moins d'un an après avoir battu son coéquipier Alain Prost d'un demi-point pour remporter son troisième titre mondial en 1984, Niki Lauda se retire définitivement. Il développe alors la compagnie aérienne Lauda Air, qu'il avait fondée en 1978, et la quitte en 2000. Il revient dans le monde de la F1 de 1992 à 1995, en tant que consultant pour Ferrari, puis en tant que commentateur pour les télévisions allemandes et autrichiennes à compter de 1996. Il prend, de 2000 à 2002, la direction de l'écurie Jaguar Racing, puis fonde en 2003 une nouvelle compagnie aérienne, flyNiki qu'il revend en 2011. À partir de 2012, retourné à plein temps dans l'univers des Grands Prix en tant que président non-exécutif de l'écurie Mercedes, décisif dans le recrutement de Lewis Hamilton en 2013, il voit son équipe remporter les titres de champion du monde pilotes et constructeurs en 2014, 2015, 2016, 2017 et 2018.
Victime d'une infection pulmonaire alors qu'il est en vacances en août 2018, il ne réapparaît plus sur les circuits. Sa santé se dégrade jusqu'à sa mort le 20 mai 2019 à l'âge de 70 ans.

## Biographie

### Naissance et débuts en sport automobile
Andreas Nikolaus Lauda dit Niki Lauda, naît le 22 février 1949 à Vienne.
Issu de la grande bourgeoisie autrichienne, il rentre vite en opposition avec sa famille qui voit d'un mauvais œil sa passion naissante pour le sport automobile. Rapidement, il coupe les ponts pour tracer sa propre voie. Vivant de petits métiers pour financer ses débuts en compétition, il s’achète une Mini Cooper en 1968 et participe à sa première course de côte en avril de cette année-là, terminant deuxième. Il revend ensuite sa Mini pour acheter une Porsche, puis une monoplace de Formule Vee en 1969. Niki Lauda use également de son patronyme célèbre pour contracter des prêts de plus en plus importants auprès des banques autrichiennes. Il connaît des débuts anonymes en Formule 3 en 1970, puis obtient un podium à Rouen en Formule 2 en 1971, au volant d'une March.

### 1971-1973: découverte de la Formule 1 en tant que pilote payant chez March et BRM

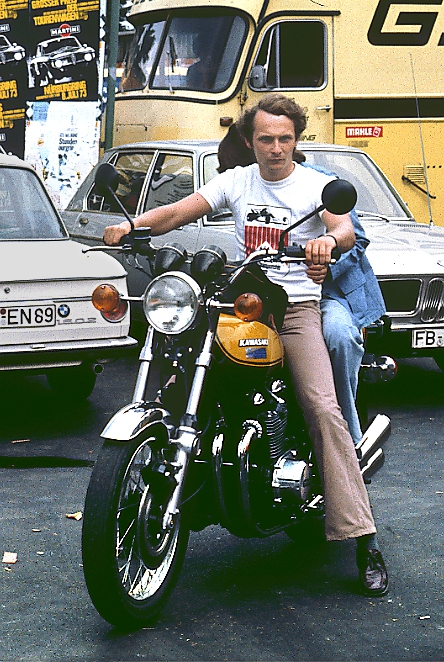
Niki Lauda en 1973, au guidon d'une Kawasaki.

En 1971, il débute en Formule 1 à l'occasion de son Grand Prix national, en payant le baquet de sa modeste March de Formule 2, mais abandonne sur un souci de tenue de route après 20 tours. Puis, en 1972, toujours à l'aide d'une importante somme d'argent, il dispute la saison complète. Son meilleur résultat est une septième place obtenue en Afrique du Sud, tandis que son équipier Ronnie Peterson monte sur le podium du Nürburgring et inscrit 12 des 15 points de March. Parallèlement, en Formule 2, il monte trois fois sur le podium et termine cinquième du championnat.
À l'issue de cette première année compliquée, passée dans l'anonymat du fond de grille, il trouve, pour 1973, un volant dans l'équipe BRM. En plus d'un nouveau prêt bancaire, Lauda va jusqu'à faire croire à son nouvel employeur Louis Stanley qu'il est soutenu par un sponsor, avec promesse de verser l'argent plus tard dans la saison. Au tiers de celle-ci, il se retrouve le couteau sous la gorge : sans aucun résultat notable à son actif et malgré les primes décrochées dans d'autres catégories comme le tourisme et l'endurance, le pilote autrichien n'est plus en mesure d'honorer les dettes contractées. La délivrance arrive de manière inespérée à l'occasion du Grand Prix de Monaco. Enfin performant, Lauda pointe un moment en troisième position devant la Ferrari de Jacky Ickx, avant d'abandonner. Sa prestation lui permet de changer de statut du jour au lendemain : de pilote payant, il devient pilote payé. Il se fait également remarquer au Canada en demeurant le plus rapide du début de course, menant celle-ci pendant 17 tours avant de s'arrêter pour changer de pneus en raisons des conditions météo changeantes (il abandonnera au 62e passage sur un souci de transmission). En fin d'année, Niki Lauda remporte également les 4 Heures de Monza avec une BMW 3.0 CSL aux côtés de l'Australien Brian Muir en Touring pour l'équipe BMW-Alpina. Enfin, après deux nouveaux coups d'éclat sur le très sélectif tracé de la Nordschleife (victoire lors des 24 Heures du Nürburgring et podium lors des 6 Heures du Nürburgring en DARM, associé à l'Allemand Hans-Peter Joisten), il est recruté par la Scuderia Ferrari. Sa performance monégasque n'est pas passée inaperçue et Lauda a tapé dans l’œil d'Enzo Ferrari.

### 1974-1975: transfert chez Ferrari et premier titre de champion du monde

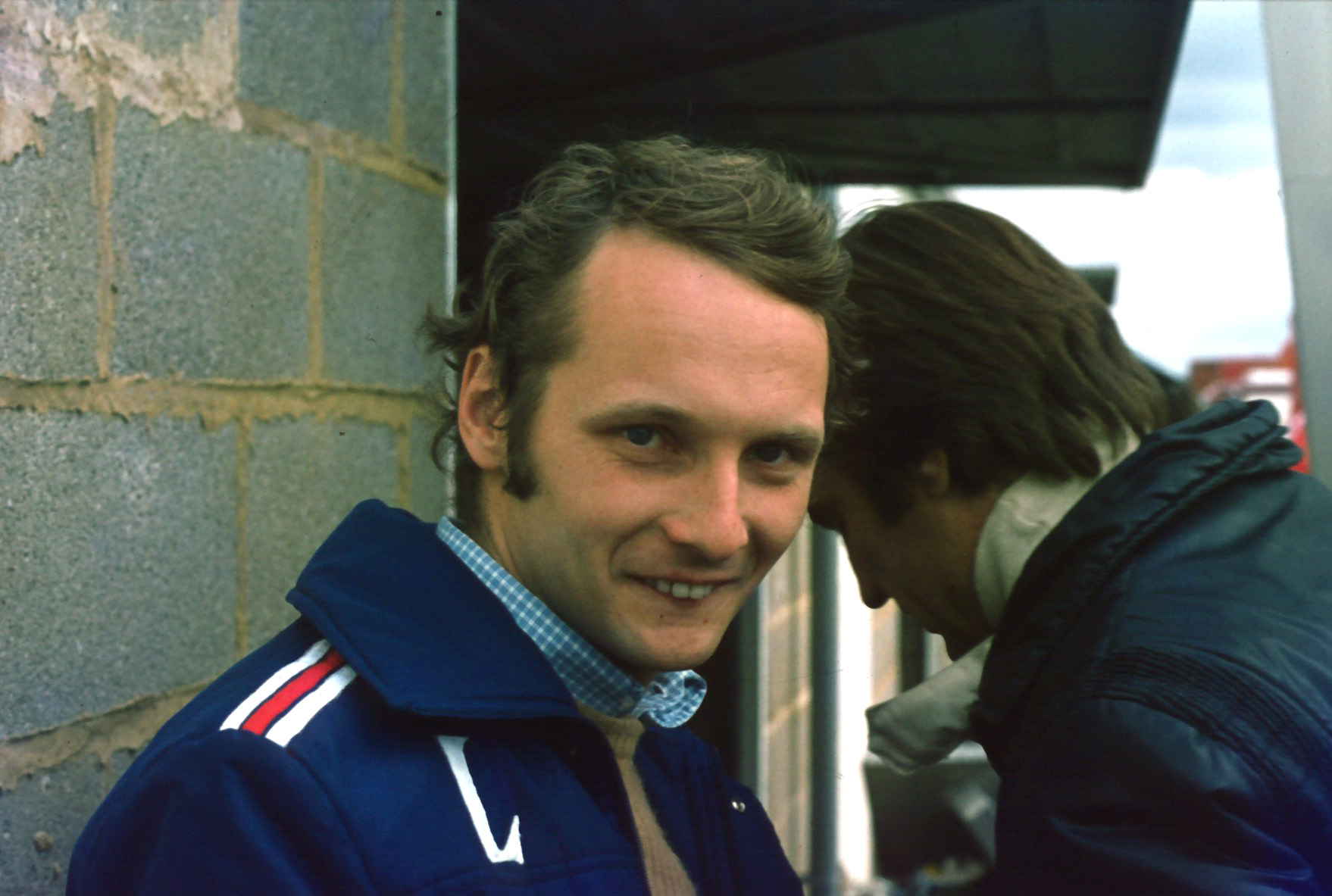
Niki Lauda dans les stands à Silverstone avec Carlos Reutemann en arrière-plan, lors du Grand Prix de Grande-Bretagne 1975.

Le recrutement de Lauda par Ferrari laisse perplexe de nombreux observateurs car l'Autrichien est un pilote encore peu réputé. Il passe plus pour un pilote laborieux que pour un prince de la vitesse. Malgré tout, sous son impulsion, la Scuderia Ferrari amorce un spectaculaire retour au premier plan, tandis que lui s'affirme dans le même temps comme le meilleur pilote de sa génération. En mesure de jouer le titre dès la saison 1974, avec deux victoires en Espagne et aux Pays-Bas, Lauda se laisse pourtant décrocher à mi-saison à la suite d'une série de défaillances mécaniques, mais également d'erreurs de pilotage. Il termine quatrième du championnat, battu par son équipier Clay Regazzoni. 
En 1975, en alliant rapidité et maîtrise de la course (ce qui lui vaut le surnom de « L'ordinateur »), il remporte son premier titre de champion du monde à 26 ans, au volant de la dominatrice Ferrari 312 T. Avec neuf pole positions et cinq victoires cette saison-là, Lauda est le deuxième pilote autrichien sacré après Jochen Rindt à titre posthume en 1970, mais il s'agit surtout du premier titre pour un pilote Ferrari depuis John Surtees en 1964. Il s'adjuge aussi le record du tour du Nürburgring en devenant le premier pilote à passer sous la barre des 7 minutes. Il remporte également le BRDC International Trophy, une épreuve hors-championnat.

### 1976-1977: l'accident du Nürburgring et le deuxième sacre

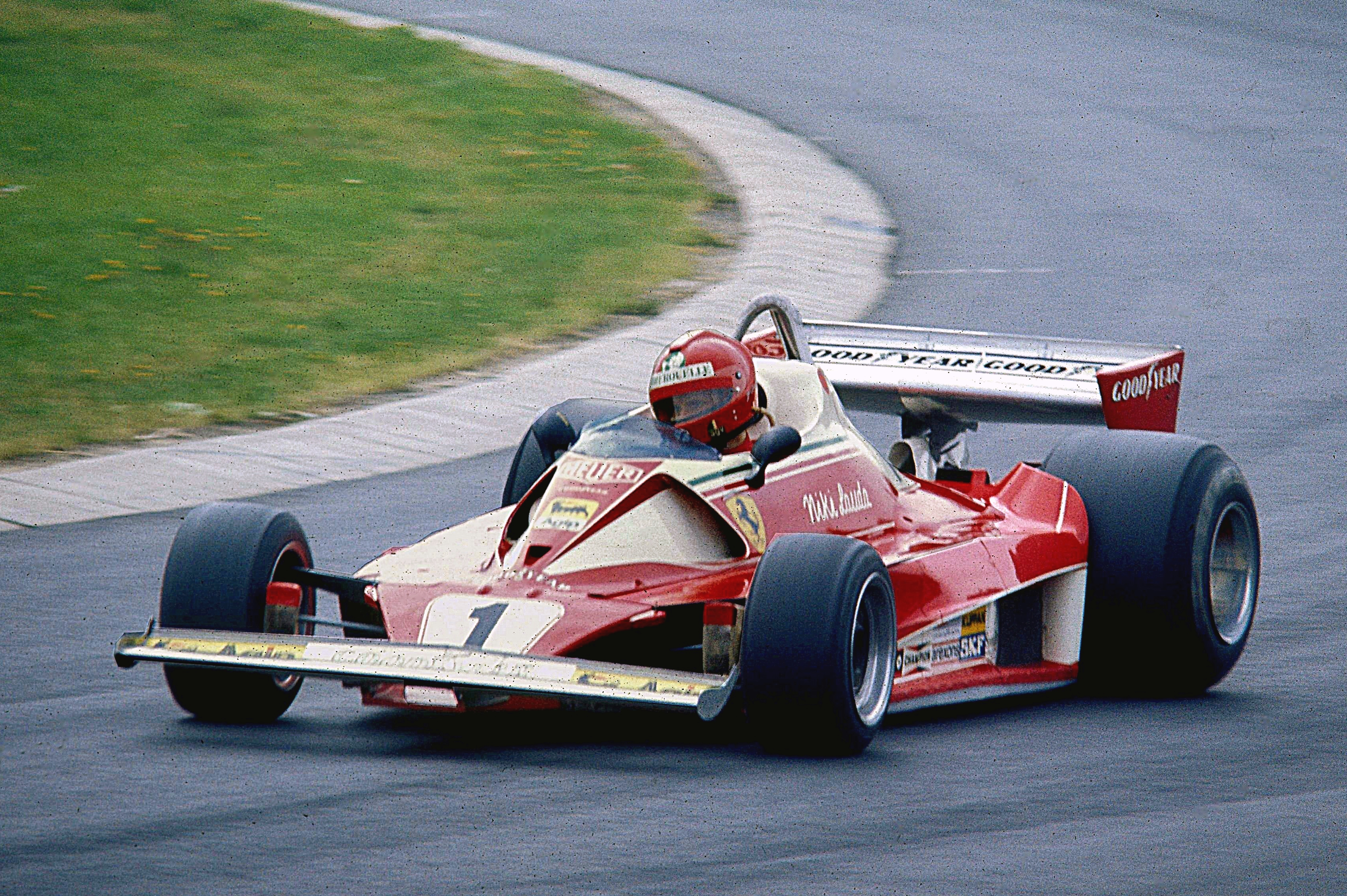
Niki Lauda au Nürburgring en 1976 au volant de la Ferrari 312 T2.

En 1976, Lauda semble bien parti pour une deuxième saison consécutive de domination absolue. Rapidement, il s'échappe en tête du championnat, avec cinq victoires et huit podiums en neuf courses. Avant le Grand Prix d'Allemagne, dixième épreuve du championnat, il compte 31 points d'avance sur Jody Scheckter et 35 sur James Hunt. Le 1er août 1976 sur le tracé de la Nordschleife du Nürburgring, il prend le départ en pneus pluie. À l'issue du premier tour, il s'arrête au stand pour chausser des pneus pour le sec et repart dans le peloton. Dans son deuxième tour, dans le gauche rapide précédant le virage de Bergwerk, à la suite du bris d'une biellette de suspension endommagée plus tôt au cours d'un choc, il perd le contrôle de sa voiture. À 290 km/h, Lauda vient frapper le talus à l'extérieur de la piste avant de rebondir pour aller taper les glissières de sécurité et revenir en plein milieu de la trajectoire, où il est percuté par Brett Lunger et Guy Edwards lancés à pleine vitesse. Dès le choc initial, le casque de Lauda est arraché et sa voiture s'embrase. À moitié inconscient et prisonnier des flammes pendant plus d'une minute, Lauda est sorti de sa voiture par Arturo Merzario, qui n'hésite pas à plonger ses bras dans le brasier, aidé par Harald Ertl, Lunger et Edwards.
Transporté conscient à l'hôpital d'Adenau, Lauda est grièvement brûlé au visage, mais les médecins sont surtout inquiets pour ses poumons. En effet, il a inhalé des vapeurs d'essence hautement toxiques, ainsi que les gaz et les fumées d'extincteurs, et souffre de graves difficultés respiratoires. Son état est si critique qu'un prêtre est appelé à son chevet pour lui administrer les derniers sacrements. Pourtant, Lauda survit et fait tout pour sortir le plus vite possible de l'hôpital. Une fois délivré de ses problèmes respiratoires, il est transféré à l'hôpital de Ludwigshafen pour subir des transplantations. Des morceaux de peau prélevés sur sa cuisse sont greffés sur les parties de son visage et de son crâne qui ont été brûlées dans l'accident. Puis, environ deux semaines après le drame, Lauda sort de l'hôpital pour suivre sa convalescence dans sa maison de Hof bei Salzburg. 37 jours après l'accident, galvanisé par le retour au championnat de son rival et ami James Hunt, Lauda surprend tout le paddock en se présentant au départ du Grand Prix d'Italie. Les brûlures de son visage encore vives et d'abord tétanisé par la peur, il termine de façon héroïque à la quatrième place, la cagoule ensanglantée à l'arrivée. Son absence temporaire a permis à Hunt de lui reprendre 21 points, tandis que le développement technique de la Ferrari a été gelé. Huitième au Canada, il remonte sur le podium dès la course suivante, à Watkins Glen.

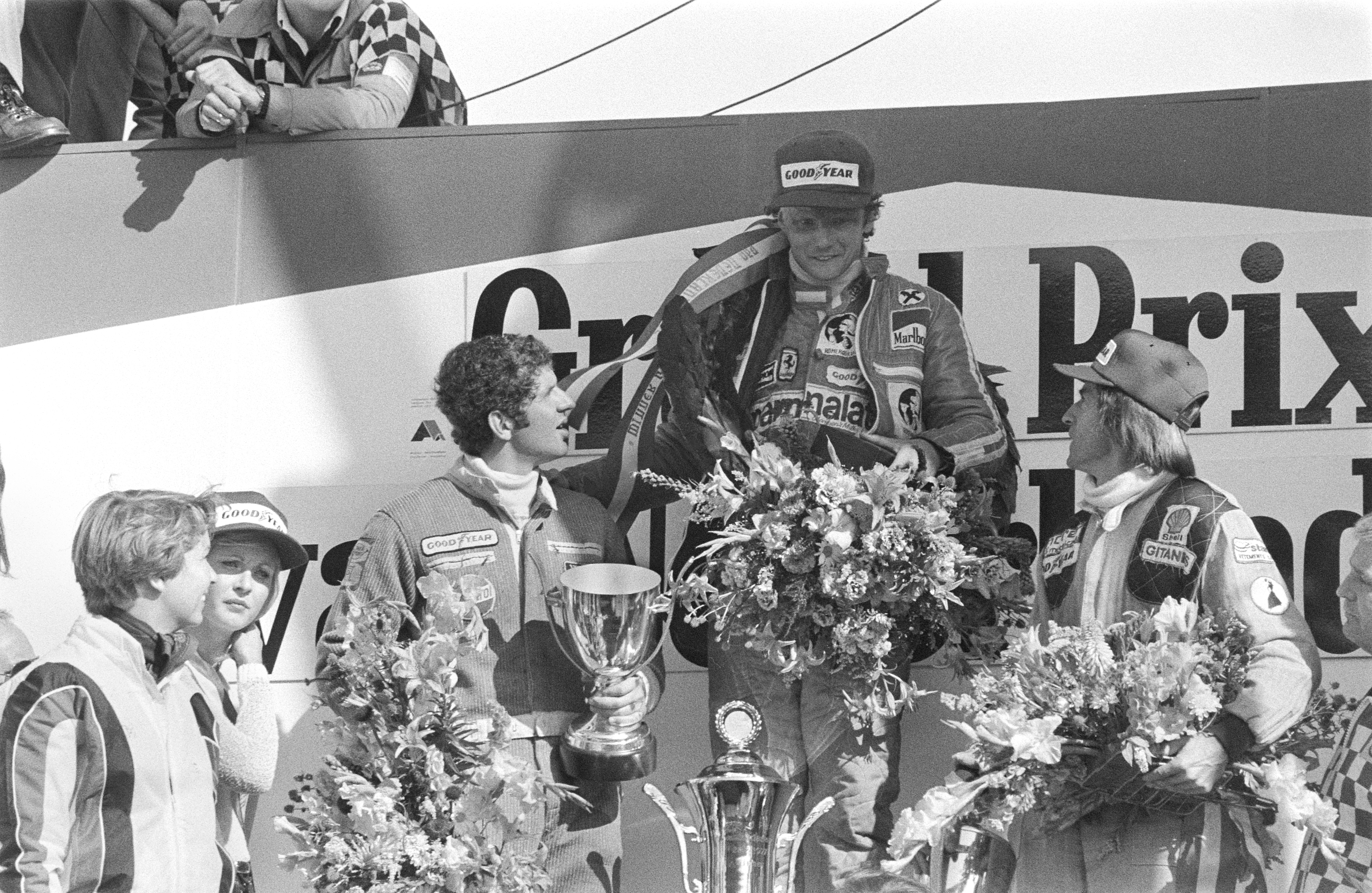
Niki Lauda sur la plus haute marche du podium du Grand Prix des Pays-Bas 1977 avec Jacques Laffite (à droite), 2e, et Jody Scheckter, 3e.

À la veille de l'ultime épreuve du championnat, disputée au Japon, Lauda ne compte que trois points d'avance sur Hunt (68 contre 65). Mais, en raison des trombes d'eau qui s'abattent sur le circuit de Fuji, Lauda refuse de prendre un risque inutile et renonce volontairement dès la fin du troisième tour. James Hunt termine troisième, une place suffisante pour décrocher le titre mondial, un point seulement devant Lauda. Sa décision divise les observateurs : certains y voient une force de caractère, mais d'autres, notamment en Italie et au sein de la Scuderia, le signe que Lauda, bien que physiquement rétabli de son accident du Nürburgring, est perdu pour le haut niveau. Des tensions commencent alors à apparaître entre Lauda et Enzo Ferrari, qui a entre-temps engagé Carlos Reutemann pour remplacer Lauda.
À l'entame de la saison 1977, Lauda est relégué deuxième pilote de l'écurie derrière Reutemann. Dans une ambiance interne délétère, Lauda fait taire les sceptiques en dominant l'Argentin et en décrochant son deuxième titre de champion du monde, avec trois nouvelles victoires. Il s'offre même le luxe de claquer la porte de l'écurie avant le terme de la saison, à la suite d'une entrevue des plus orageuses avec le Commendatore à Modène. Lauda déclare vouloir s'en aller et rien de plus, alors que Ferrari se sent furieux et trahi de voir son pilote quitter l'écurie avant le terme de la saison. Lorsque Lauda prend les commandes de son avion privé à Modène, il est mis en attente deux heures durant par la tour de contrôle, le contrôleur lui déclarant « Vous quittez Ferrari, fini les privilèges ! ». Il obtient le Grand Prix de l'Académie des sports pour son second sacre.

### 1978-1979: deux saisons chez Brabham et première retraite sportive

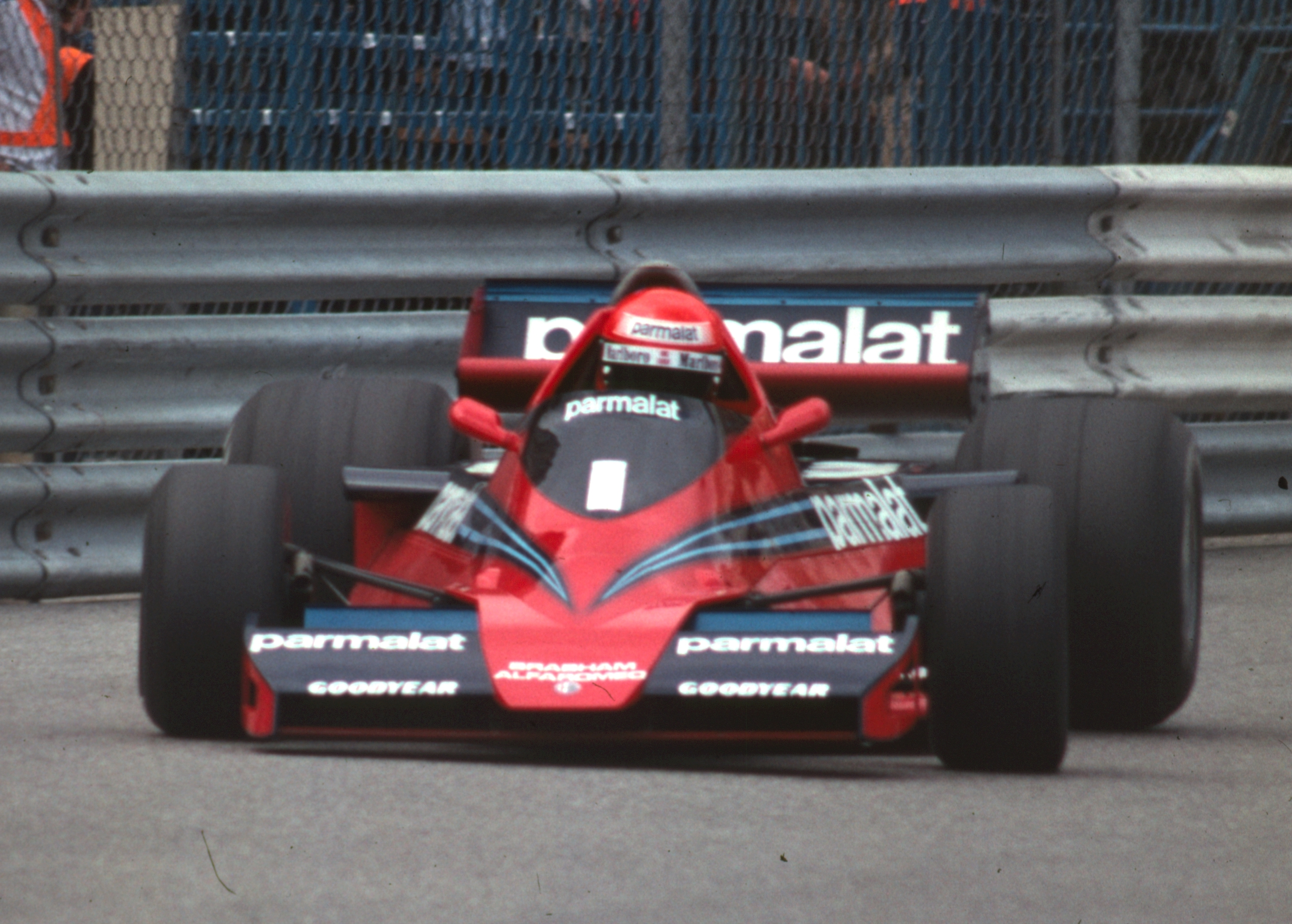
Niki Lauda sur Brabham-Alfa Romeo pendant les essais du Grand Prix de Monaco 1978.

En 1978, Lauda rejoint l'écurie Brabham-Alfa Romeo, dirigée par Bernie Ecclestone. Malgré deux victoires en 1978, dont une en Suède avec la Brabham BT46B dite Brabham-ventilateur (déclarée dans la foulée non conforme et abandonnée), Lauda n'est pas en mesure de conserver son titre et termine quatrième du championnat. Les choses empirent en 1979, la voiture est complètement ratée et très peu fiable : après les douze premières courses de la saison, l'Autrichien ne pointe qu'au dix-neuvième et dernier rang avec un seul point. Malgré une quatrième place en Italie, il annonce qu'il met un terme à sa carrière avec effet immédiat au matin des premiers essais du Grand Prix du Canada, l'avant-dernière manche de la saison, et se classe quatorzième du championnat. Il remporte cependant au mois de juillet deux épreuves de Procar, avec l'écurie Project Four sur BMW M1, à Silverstone et à Hockenheim. Lauda peut alors se consacrer au développement de sa compagnie aérienne Lauda Air, récemment créée. Parallèlement à la Formule 1, Lauda remporte la saison inaugurale du championnat BMW M1 Procar.

### 1982-1985: retour en Formule 1 et dernier titre avec McLaren

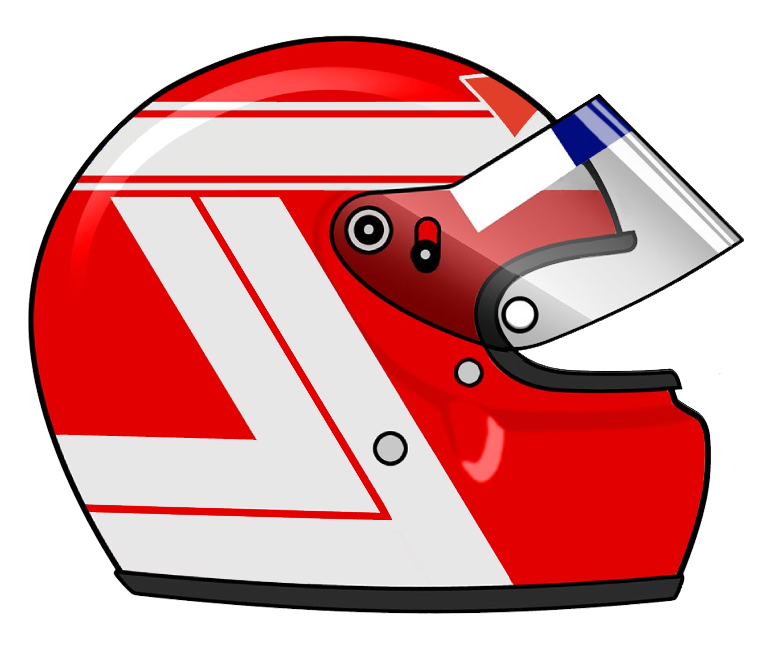
Le casque intégral de Niki Lauda quand il pilotait chez McLaren. Sur les deux côtés figure le "L" de Lauda Air, sa compagnie aérienne fondée en 1978.

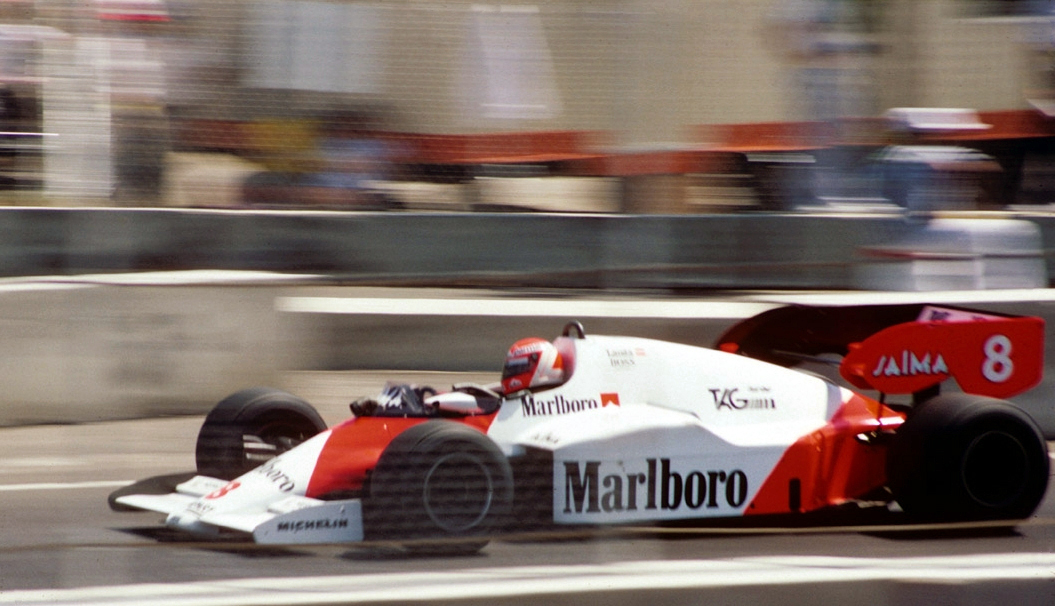
Niki Lauda durant le Grand Prix de Dallas 1984.

Après deux années passées loin des circuits, Lauda effectue son retour dans les paddocks de Formule 1 à l'occasion du Grand Prix d'Autriche 1981, en qualité de consultant pour une chaîne de télévision. Repris par le virus de la compétition, il noue immédiatement des contacts avec l'écurie McLaren et Ron Dennis qui débouchent sur son engagement pour la saison 1982. Certains ironisent sur le retour de Lauda que l'on dit surtout motivé par les difficultés financières que traverse sa compagnie aérienne. Le pilote autrichien retrouve rapidement son meilleur niveau et s'impose dès la troisième course, sur le circuit urbain de Long Beach ainsi qu'au Grand Prix de Grande-Bretagne à Brands Hatch plus tard dans la saison. Il termine à la cinquième place du championnat. 
En 1983, il ne s'impose pas mais monte deux fois sur le podium et mène temporairement le championnat après deux courses avant de terminer dixième. En 1984, grâce à la dominatrice McLaren MP4/2 et malgré la présence à ses côtés du Français Alain Prost, plus performant mais moins régulier, il remporte cinq victoires (dont le 400e Grand Prix de l'histoire, pour son seul succès à domicile en Autriche) et décroche son troisième titre mondial avec un demi-point d'avance sur son coéquipier, ce qui constitue le plus petit écart de l'histoire du championnat. Néanmoins, en 1985, souvent très malchanceux et également partiellement démotivé, il effectue une saison plus discrète avec une seule victoire (après un duel homérique face à son équipier Alain Prost), la vingt-cinquième et dernière de sa carrière, à Zandvoort, avant d'annoncer sa retraite définitive. Lauda termine sa dernière saison à la dixième place. Il quitte donc la compétition non sans avoir, tout de même, mené quelques tours durant, la toute dernière course de sa carrière disputée en Australie, qu'il achève en percutant un mur à la suite d'une défaillance de ses freins.

### Après sa carrière de pilote: entrepreneur, commentateur, directeur d'écuries

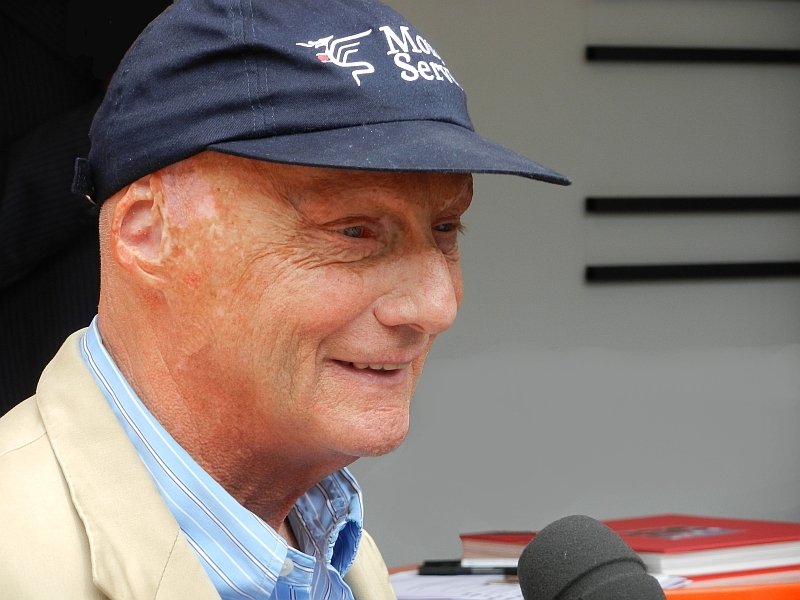
Niki Lauda en 2011.

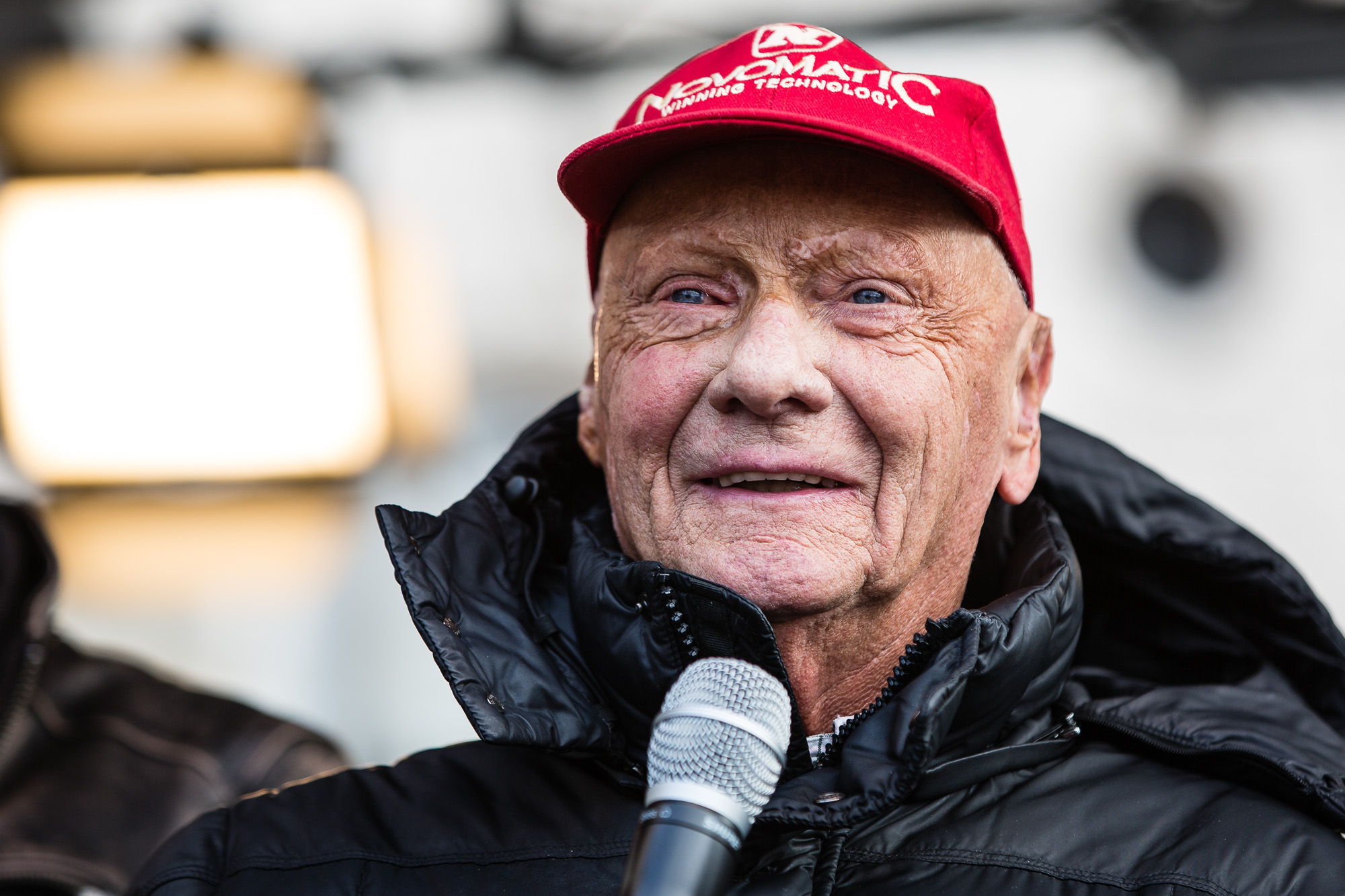
Niki Lauda en 2016.

Régulièrement présent sur les Grands Prix après sa retraite sportive, Lauda retrouve une fonction officielle en 1992 en devenant consultant pour la Scuderia Ferrari à la demande du nouveau Président Luca di Montezemolo, qui était son directeur sportif à ses débuts chez Ferrari. Lauda a eu un rôle actif dans le recrutement de Jean Todt courant 1993. Fin 1995, Lauda quitte Ferrari. 
La compagnie aérienne de Lauda, Lauda Air est fondée en 1978. Le 26 mai 1991, un Boeing 767 affrété par sa compagnie pour assurer la liaison Hong Kong-Bangkok-Vienne s'écrase dans la jungle, peu après son décollage de la capitale thaïlandaise, avec 223 personnes à bord ; il n'y a aucun survivant. « Ce furent les pires moments de ma vie. Quand je risquais ma vie, c'était mon choix. Là des gens avaient été tués dans un de mes avions. (…) J’étais détruit », explique-t-il en 2007. Les causes de l'accident seront identifiées : le déclenchement intempestif de l'inversion de poussée d'un des réacteurs de l'appareil, qui l'a fait plonger et provoqué sa destruction dans les airs. Niki Lauda s'implique personnellement dans l'enquête, exige auprès de Boeing de lui donner accès à un simulateur pour reproduire les effets de l'inversion de poussée en plein vol, et parvient à démontrer que ni l'entretien, ni les pilotes de l'avion ne sont en cause, et qu'il s'agit d'une erreur de conception sur l'appareil américain. Lauda Air est ensuite rachetée par Austrian Airlines, Niki est plus ou moins poussé dehors par les nouveaux propriétaires en novembre 2000. Il se replonge alors dans la Formule 1 en prenant en deux temps les commandes de l'écurie Jaguar Racing mais au bout d'un an, en 2002, il est remercié par les dirigeants de Ford. Il monte en 2003 une nouvelle compagnie aérienne nommée FlyNiki et en 2011 il revend ses parts à Air Berlin. À partir de 1996, et durant toutes ces années, il est également commentateur des Grand Prix sur la chaîne allemande RTL.
Niki Lauda devient le président non exécutif de l'équipe Mercedes Grand Prix en septembre 2012 et joue un rôle important dans le recrutement de Lewis Hamilton. Il est dès lors une figure permanente dans le stand Mercedes lors des Grand Prix, plus particulièrement chargé des pilotes, gérant notamment les relations entre Nico Rosberg et Lewis Hamilton au plus fort de leur rivalité entre 2014 et 2016. L'écurie qu'il dirige avec Toto Wolff est championne du monde pilotes et constructeurs en 2014, 2015, 2016, 2017, 2018 et 2019.

### Santé déclinante et décès 43 ans après le Nürburgring
Les traitements médicamenteux que reçoit Niki Lauda depuis son accident de 1976 détériorent fortement ses reins, au point qu'il a dû par deux fois subir une greffe issue de donneur vivant, la première en 1997 de son frère Florian et la seconde en 2005 de sa concubine Birgit qu'il épouse par la suite. 
Alors qu'il est en vacances à Ibiza en août 2018, il doit être hospitalisé en raison d'une infection pulmonaire. Rapatrié à Vienne, il subit une transplantation des poumons. Il ne réapparaît plus sur les circuits car sa santé se dégrade ; le 20 mai 2019, sa famille annonce sa mort, à l'hôpital universitaire de Zurich, à l'âge de 70 ans : « Avec beaucoup de tristesse, nous vous annonçons que notre bien-aimé Niki a rendu son dernier soupir entouré de ses proches ce lundi. Nous n'oublierons jamais ses exploits en tant qu'athlète et entrepreneur. C'était un homme droit, courageux et boulimique de travail. »
Toto Wolff rend un hommage vibrant à celui qui était à ses côtés dans le stand Mercedes de 2013 à 2018 : « Aujourd'hui, Mercedes a perdu sa locomotive. Pour avoir collaboré avec lui au cours de ces six dernières années, je peux affirmer qu'il était parfois cruellement honnête mais également très loyal. C'était un honneur de l'avoir parmi nous et il fait partie intégrante de nos succès acquis ces dernières saisons. Quand il se rendait à Brixworth ou à Brackley et qu'il nous sortait un de ses discours légendaires, il apportait une énergie inimitable. Niki, tu es une personne irremplaçable. Personne ne peut t'égaler. C'était un honneur de t'avoir comme président non exécutif et un privilège de t'avoir comme ami. »

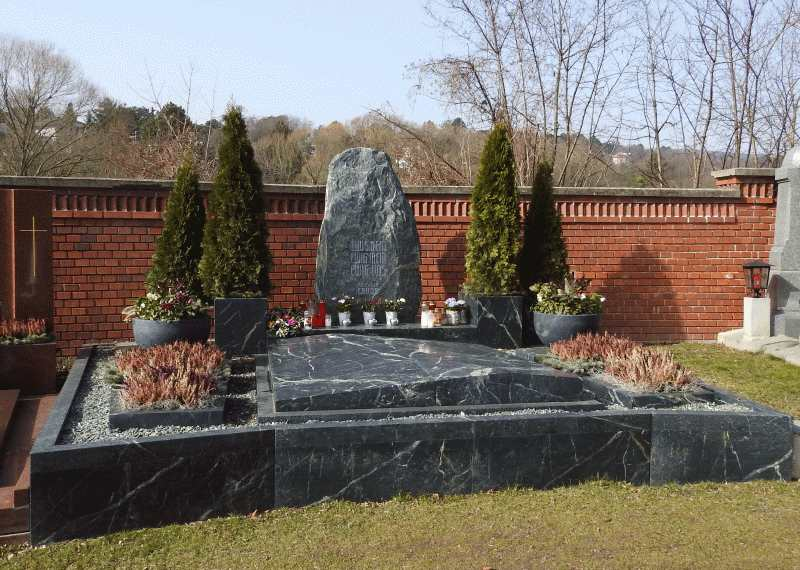
La tombe de Niki Lauda à Vienne.

Les obsèques de Niki Lauda ont lieu le 29 mai 2019 à la cathédrale Saint-Étienne de Vienne, en Autriche. Il est enterré dans sa combinaison de pilote Ferrari, son casque posé sur son cercueil, en présence de nombreuses personnalités de la Formule 1.

### Famille
Niki Lauda est père de cinq enfants. En 1976, il épouse Marlène Knaus, avec qui il aura deux fils : Mathias et Lukas. En 1982, son troisième fils, Christoph, naît d’une relation extra-conjugale. Niki et Marlène divorcent en 1991. En 2008, il se marie en secondes noces avec Birgit Wetzinger, une hôtesse de l'air de sa compagnie aérienne, la Lauda Air. En septembre 2009, des jumeaux naîtront de ce mariage, Max et Mia.
Son fils Mathias s'est lancé dans le sport automobile. Il a disputé notamment le championnat Deutsche Tourenwagen Masters puis s'est orienté vers l'endurance. Son autre fils Lukas officie comme manager de Mathias.

## Résultats en championnat du monde de Formule 1
- 13 saisons en championnat du monde de Formule 1
- 171 départs en championnat du monde de Formule 1
- Champion du monde 1975, 1977 et 1984
- 42 Grands Prix en tête du championnat du monde
- 25 victoires
- 24 pole positions
- 24 meilleurs tours en course
- 3 hat tricks
- 1 chelem
- 54 podiums
- 73 fois dans les points
- 420,5 points inscrits
- 41 fois en tête d'un Grand Prix
- 1 593 tours en tête
- 80 abandons

| Saison | Écurie                         | Châssis           | Moteur                             | Pneus     | GP disputés | Victoires | Pole positions | Meilleurs tours | Points inscrits | Classement |
| ------ | ------------------------------ | ----------------- | ---------------------------------- | --------- | ----------- | --------- | -------------- | --------------- | --------------- | ---------- |
| 1971   | STP March Racing Team          | 711               | Ford DFV V8                        | Firestone | 1           | 0         | 0              | 0               | 0               | n.c.       |
| 1972   | STP March Racing Team          | 721 721X 721G     | Ford DFV V8                        | Firestone | 12          | 0         | 0              | 0               | 0               | n.c.       |
| 1973   | Marlboro BRM                   | P160C P160D P160E | BRM P142 V12                       | Firestone | 14          | 0         | 0              | 0               | 2               | 17e        |
| 1974   | Scuderia Ferrari SpA SEFAC     | 312 B3            | Ferrari 001/11 F12                 | Goodyear  | 15          | 2         | 9              | 3               | 38              | 4e         |
| 1975   | Scuderia Ferrari SpA SEFAC     | 312 B3 312 T      | Ferrari 001/11 F12 Ferrari 015 F12 | Goodyear  | 14          | 5         | 9              | 2               | 64,5            | Champion   |
| 1976   | Scuderia Ferrari SpA SEFAC     | 312 T 312 T2      | Ferrari 015 F12                    | Goodyear  | 14          | 5         | 3              | 4               | 68              | 2e         |
| 1977   | Scuderia Ferrari SpA SEFAC     | 312 T2            | Ferrari 015 F12                    | Goodyear  | 14          | 3         | 2              | 3               | 72              | Champion   |
| 1978   | Parmalat Racing Team           | BT45C BT46A BT46B | Alfa Romeo 115-12 F12              | Goodyear  | 16          | 2         | 1              | 4               | 44              | 4e         |
| 1979   | Parmalat Racing Team           | BT48 BT49         | Alfa Romeo 1260 V12 Ford DFV V8    | Goodyear  | 13          | 0         | 0              | 0               | 4               | 14e        |
| 1982   | Marlboro McLaren International | MP4/1 MP4/1B      | Ford DFV V8                        | Michelin  | 14          | 2         | 0              | 1               | 30              | 5e         |
| 1983   | Marlboro McLaren International | MP4/1C MP4/1E     | Ford DFV V8 TAG P01 V6 Turbo       | Michelin  | 14          | 0         | 0              | 1               | 12              | 10e        |
| 1984   | Marlboro McLaren International | MP4/2             | TAG P01 V6 Turbo                   | Michelin  | 16          | 5         | 0              | 5               | 72              | Champion   |
| 1985   | Marlboro McLaren International | MP4/2B            | TAG P01 V6 Turbo                   | Goodyear  | 14          | 1         | 0              | 1               | 14              | 10e        |
|        | Total                          |                   |                                    |           | 171         | 25        | 24             | 24              | 420,5           |            |

## Victoires en championnat du monde de Formule 1
| #  | Année | Manche | Grand Prix       | Circuit        | Écurie  | Voiture | Résumé |
| -- | ----- | ------ | ---------------- | -------------- | ------- | ------- | ------ |
| 1  | 1974  | 04/15  | Espagne          | Jarama         | Ferrari | 312 B3  | Résumé |
| 2  | 1974  | 08/15  | Pays-Bas         | Zandvoort      | Ferrari | 312 B3  | Résumé |
| 3  | 1975  | 05/14  | Monaco           | Monaco         | Ferrari | 312 T   | Résumé |
| 4  | 1975  | 06/14  | Belgique         | Zolder         | Ferrari | 312 T   | Résumé |
| 5  | 1975  | 07/14  | Suède            | Anderstorp     | Ferrari | 312 T   | Résumé |
| 6  | 1975  | 09/14  | France           | Le Castellet   | Ferrari | 312 T   | Résumé |
| 7  | 1975  | 14/14  | États-Unis       | Watkins Glen   | Ferrari | 312 T   | Résumé |
| 8  | 1976  | 01/16  | Brésil           | Interlagos     | Ferrari | 312 T   | Résumé |
| 9  | 1976  | 02/16  | Afrique du Sud   | Kyalami        | Ferrari | 312 T   | Résumé |
| 10 | 1976  | 05/16  | Belgique         | Zolder         | Ferrari | 312 T2  | Résumé |
| 11 | 1976  | 06/16  | Monaco           | Monaco         | Ferrari | 312 T2  | Résumé |
| 12 | 1976  | 09/16  | Grande-Bretagne  | Brands Hatch   | Ferrari | 312 T2  | Résumé |
| 13 | 1977  | 03/17  | Afrique du Sud   | Kyalami        | Ferrari | 312 T2  | Résumé |
| 14 | 1977  | 11/17  | Allemagne        | Hockenheim     | Ferrari | 312 T2  | Résumé |
| 15 | 1977  | 13/17  | Pays-Bas         | Zandvoort      | Ferrari | 312 T2  | Résumé |
| 16 | 1978  | 08/16  | Suède            | Anderstorp     | Brabham | BT46B   | Résumé |
| 17 | 1978  | 14/16  | Italie           | Monza          | Brabham | BT46A   | Résumé |
| 18 | 1982  | 03/16  | États-Unis Ouest | Long Beach     | McLaren | MP4/1B  | Résumé |
| 19 | 1982  | 10/16  | Grande-Bretagne  | Brands Hatch   | McLaren | MP4/1B  | Résumé |
| 20 | 1984  | 02/16  | Afrique du Sud   | Kyalami        | McLaren | MP4/2   | Résumé |
| 21 | 1984  | 05/16  | France           | Dijon-Prenois  | McLaren | MP4/2   | Résumé |
| 22 | 1984  | 10/16  | Grande-Bretagne  | Brands Hatch   | McLaren | MP4/2   | Résumé |
| 23 | 1984  | 12/16  | Autriche         | Österreichring | McLaren | MP4/2   | Résumé |
| 24 | 1984  | 14/16  | Italie           | Monza          | McLaren | MP4/2   | Résumé |
| 25 | 1985  | 11/16  | Pays-Bas         | Zandvoort      | McLaren | MP4/2B  | Résumé |

## Autres victoires en Formule 1
| no | Année | Épreuve                 | Circuit     | Départ | Écurie  | Châssis |
| -- | ----- | ----------------------- | ----------- | ------ | ------- | ------- |
| 1  | 1975  | International Trophy    | Silverstone | 2e     | Ferrari | 312 T   |
| 2  | 1979  | Grand Prix Dino Ferrari | Imola       | 4e     | Brabham | BT48    |

## Distinctions
- Grand Prix de l'Académie des sports, en 1977
- Personnalité sportive autrichienne de l'année, en 1977
- Sportif international de l'année (BBC Sport) en 1977

## Au cinéma
- En 1977, Niki Lauda est l'un des personnages principaux du dessin animé japonais Grand Prix No Taka de Kôgo Hitomi[15].
- En 2013, il est incarné par Daniel Brühl dans le film Rush de Ron Howard, qui revient sur sa rivalité avec James Hunt durant le championnat du monde de Formule 1 1976.